# 이재수 (정치인)
이재수(李載洙, 1964년 6월 25일~)는 대한민국의 정치인이다. 제36대 민선 7기 강원도 춘천시장(2018~2022)을 지냈다. 종교는 개신교이다. 춘천 출생이다.

## 주요 약력
- 강원대학교 대학원 농업경제학 박사과정 수료

## 경력
- 2002.07~2006.06 제6대 강원도 춘천시의회 의원
- 2006.07~2010.06 제7대 강원도 춘천시의회 의원
- 2010.07~2014.06 제8대 강원도 춘천시의회 의원
- 강원도시군의회 청년의원협의회 정책실장
- 강원도사회복지협의회 이사
- 봄내생활협동조합 이사장
- 춘천문화도시연대 운영위원장
- 춘천지역농업연구소 소장
- 시민통합당 춘천시 지역위원회 위원장
- 민주통합당 강원도당 춘천시 지역위원회 공동위원장
- 더불어강원포럼 공동대표
- 더불어민주당 전국농어민위원회 정책센터 소장
- 2017.07~2018.03 대통령비서실 농어업비서관실 선임행정관
- 2018.07~2022.06: 민선 7기 제36대 강원도 춘천시장(더불어민주당)
- 2020.09~2022.06: 전국시장·군수·구청장협의회 부회장 겸 지역공동회장 겸 강원 협의회장
- 2023.11~2025 현재 강원대학교 강원문화연구소 연구교수

## 논란

### 공직선거법 위반 논란
제7회 전국동시지방선거 강원 춘천시장 선거운동 과정에서 예비후보 신분으로 춘천시청 부서들을 방문하면서 명함을 나눠주고 지지를 호소한 혐의(공직선거법상 호별방문 금지 조항 위반)와 선거후보자 TV토론회에서 "호별 방문으로 경찰조사가 진행되고 있는 것이 맞느냐"는 질문에 “사실이 아니다”라는 취지로 말한 혐의(허위사실 공표)로 기소되어 2019년 4월 4일 춘천지법에서 열린 1심에서 벌금 500만 원을 선고받았다. 2019년 7월 3일 서울고법 춘천재판부에서 열린 2심에서 허위사실 공표 혐의 무죄, 공직선거법상 호별방문 금지 조항 위반 혐의 일부 유죄로 인정되어 벌금 90만 원을 선고받았다. 2020년 1월 9일 대법원에서 형이 확정되어 시장직을 유지하게 되었다.

## 역대 선거 결과
|  | 19.72% |

|  | 49.33% |

|  | 20.85% |

|  | 27.25% |

|  | 0% |

|  | 50.09% |